# Claire’s
Claire’s – amerykańska sieć sklepów z biżuterią damską, akcesoriami, obuwiem oraz kosmetykami. Skierowana głównie do dziewczynek i młodych kobiet.

## Opis
Sieć Claire’s liczy ponad 3000 sklepów na całym świecie i jest obecna w ponad 33 krajach. Claire’s poza sprzedażą biżuterii dokonuje także przekłuwania uszu oraz nosa.

## Działalność w Polsce
Claire’s zaistniało oficjalnie na polskim rynku w roku 2010 otwierając swój pierwszy sklep w Warszawie w centrum handlowym Arkadia. Do końca roku 2011 otworzyło ponad 20 punktów w całej Polsce, w tym po kilka w miastach takich jak Poznań, Wrocław, Kraków, Radom, Warszawa, Rzeszów. Claire’s samo otwiera i prowadzi swoje sklepy, głównie w dużych centrach handlowych. Przedsiębiorstwo nie stosuje systemu franczyzy.